# Mubala
Pentaclethra macrophylla
Espèce
Le Mubala, Pentaclethra macrophylla Benth., est une espèce de plantes à fleurs de la famille des fabacées. C'est un arbre d’Afrique tropicale et équatoriale occidentale.

## Aire de répartition
On retrouve le Mubala dans les pays suivants :
- Angola
- Bénin
- Cameroun
- Centrafrique
- Congo-Brazzaville
- Congo-Kinshasa
- Côte d'Ivoire
- Gabon
- Ghana
- Guinée
- Guinée-Bissau
- Guinée équatoriale
- Liberia
- Nigeria
- Sao Tomé-et-Principe
- Sénégal
- Sierra Leone
- Togo

## Utilisation
Les feuilles de Mubala sont utilisées pour produire un extrait utilisé comme antidiarrhéique dans la médecine traditionnelle.
Ses graines sont aussi utilisées comme poison pour poisson et sont mangées avec des fourmis rouges pour provoquer l’avortement.
L’huile extraite des graines est utilisée pour la cuisine, la production de bougie et de savon.